# Geoff Barnett
Geoff Barnett (Northwich, 16 ottobre 1946 – Fort Myers, 15 gennaio 2021) è stato un allenatore di calcio e calciatore inglese, di ruolo portiere.

## Biografia
Lasciato il calcio giocato rimase a vivere negli Stati Uniti d'America, ove si sposò con una donna del Minnesota, Patty, da cui ebbe due figli.
Morì nel 2021 a Fort Myers, in Florida, per complicazioni da COVID-19.

## Carriera

### Calciatore
Si forma calcisticamente nell'Everton, con cui firma da professionista nel 1964, con cui vinse in ambito giovanile una FA Youth Cup, esordì in prima squadra nella First Division 1965-1966 il 4 dicembre 1965 nella vittoria per 2-0 contro l'Sunderland. Nella stessa stagione giocò altri otto incontri, a cui ne seguì solo un altro nella stagione 1967-1968, chiuso dai compagni di squadra Gordon West e Andy Rankin.
Nell'ottobre 1969 viene acquistato dall'Arsenal per £35.000 per sostituire l'infortunato Bob Wilson, giocandovi sino al 1976. Con ' Gunners, club nel quale ricoprì quasi sempre il ruolo di portiere di riserva, vinse la Coppa delle Fiere 1969-1970, nella quale giocò nel doppio confronto ai sedicesimi di finale contro i portoghesi dello Sporting Lisbona, il campionato 1970-1971 e la FA Cup 1970-1971, pur non giocando alcun incontro.
Nel febbraio 1976 si trasferisce negli Stati Uniti d'America per giocare nella neonata franchigia NASL del Minnesota Kicks. Con i Kicks raggiunse la finale della North American Soccer League 1976, giocata da titolare e persa contro i canadesi del Toronto Metros-Croatia.
Rimase in forza ai Kicks sino al 1980, anche se nelle ultime due stagioni giocò un solo incontro, raggiungendo con la squadra di Minneapolis sempre i play off per il titolo. Fu mentore del canadese Tino Lettieri, ingaggiato dai Kicks nel 1977.

### Allenatore
Nel 1981 è dapprima assistente allenatore di Freddie Goodwin, per guidare egli stesso la squadra nelle ultime 26 partite stagionali, portando la sua squadra sino ai quarti di finale dei play off per il titolo nella North American Soccer League 1981.

## Palmarès

### Competizioni nazionali
- Campionato inglese: 1

Arsenal: 1970-1971
- Coppa d'Inghilterra: 1

Arsenal: 1970-1971

### Competizioni internazionali
- Coppa delle Fiere: 1

Arsenal: 1969-1970